# Sorea
Sorea es una compañía de servicios vinculados al ciclo integral del agua que opera en Cataluña.
Forma parte del Grupo Agbar y da cobertura a más de 300 mil habitantes en servicios que van desde la captación, la potabilización, el transporte, la distribución, el alcantarillado, la depuración, la regeneración y el retorno al medio.

## Historia
Las raíces de Sorea se remontan al año 1963 cuando la Société d’Amenagement Urbain et Rural, con sede en París, y la Sociedad General de Aguas de Barcelona fundaron la empresa Saur (Sociedad de Abastecimientos Urbanos y Rurales S.A.) respondiendo al interés de esta última de expandir su ámbito de operaciones en Cataluña más allá de la zona que comprendía el área metropolitana de Barcelona. En un principio el ámbito de actuación de Saur se concentró en la zona del Vallés y en poblaciones situadas en el litoral. 
En 1968 Aguas de Barcelona constituye la sociedad Sorea (Sociedad Regional de Abastecimiento de Aguas, S.A.U) que empezó a operar en la comarca del Maresme coexistiendo de forma independiente a Saur hasta que en 1997 ambas empresas se fusionaron.
En diciembre de 2020 la compañía operaba el servicio de suministro de agua en más de 250 municipios de Cataluña y Baleares. Contaba con una plantilla de 900 profesionales y con prácticamente un millón de abonados. Sorea gestionaba 102 estaciones de depuración de aguas residuales y 44 estaciones de tratamiento de agua potable. 
El 1 de enero de 2021, Sorea transmitió a Sociedad General de Aguas de Barcelona, S.A.U. (Agbar) su rama de actividad de gestión del ciclo integral del agua en Cataluña. 